# Sant'Ignazio

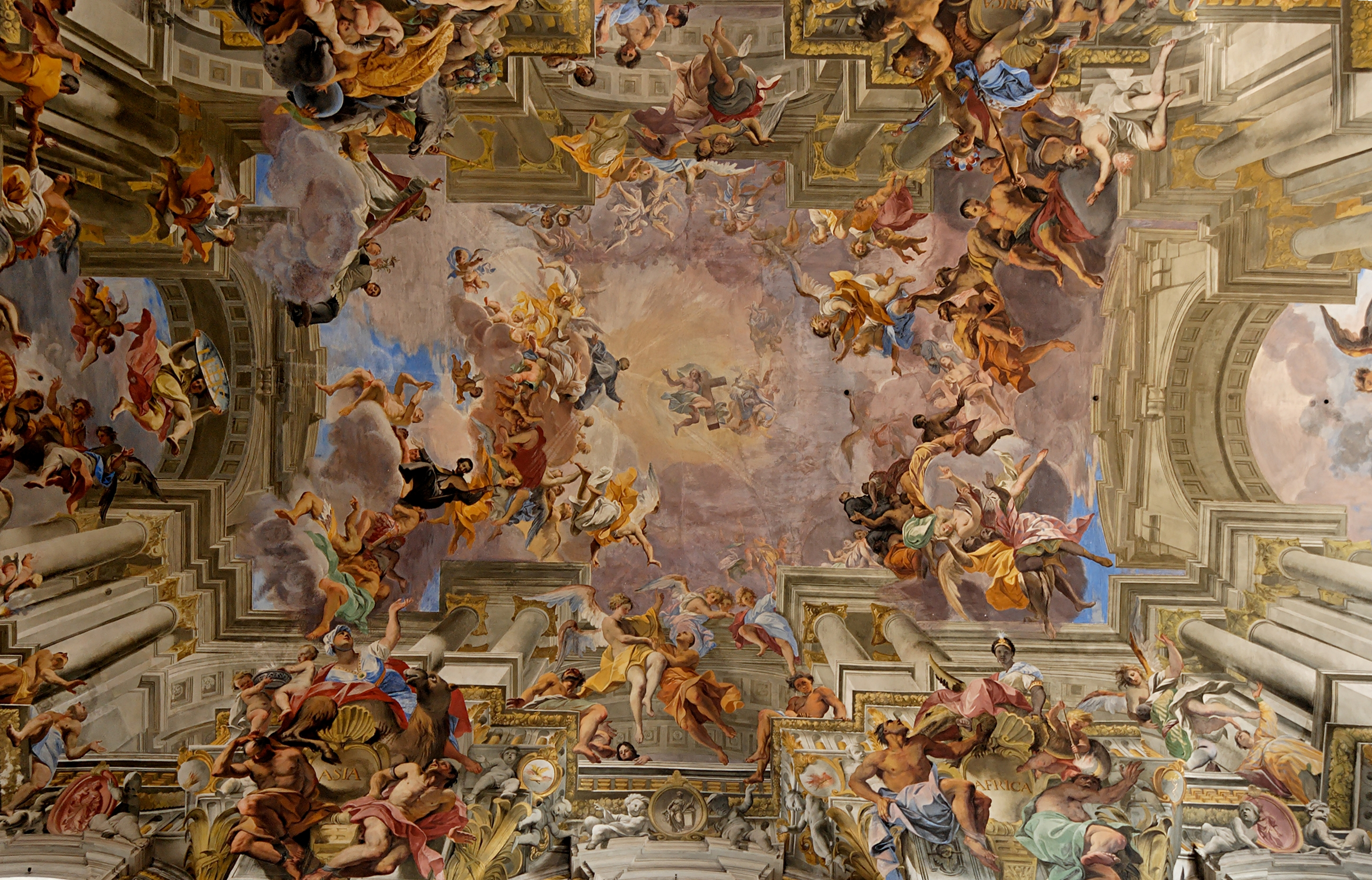
De Triomf van S. Ignatius van Loyola, door Andrea Pozzo

De kerk van Sant'Ignazio di Loyola in Campo Marzio (kortweg: de Sant’Ignazio) in de wijk Campus Martius te Rome is een van de belangrijkste barokkerken van Rome. Ze hoort bij het Collegio Romano, een van de gebouwen van de Pontificia Università Gregoriana. Onder meer Sint-Jan Berchmans ligt in de kerk begraven.

## Geschiedenis
De Sant’Ignazio werd gebouwd vanaf 1626, op de plek waar vanaf 1566 een andere kerk stond, de SS. Annunziata. Deze kerk bleek te klein voor het aantal studenten aan het Collegio Romano, en werd op last van Paus Gregorius XV afgebroken om plaats te maken voor een grotere kerk. De nieuwe kerk werd vernoemd naar de in 1622 heilig verklaarde Ignatius van Loyola, stichter van de Jezuïeten. Architecten waren o.a. Orazio Grassi en Carlo Maderno.

## Exterieur van de kerk
De gevel van de kerk is gebouwd in travertijn, een in Rome veelgebruikte steensoort. De gevel van de kerk van Il Gesù, de nabijgelegen hoofdkerk van de Jezuïeten, stond model voor de gevel van de Sant'Ignazio. Het plein waaraan de Sant’Ignazio gelegen is, kent een intiem karakter, en bevat verder ook vele andere gevels uit de barok.

## Interieur van de kerk
De Sant’Ignazio is een eenbeukige kerk met zijkapellen. Het interieur ademt barokke sfeer uit, en staat ook bekend vanwege de uitstekende akoestiek. In de kerk worden dan ook veel concerten gegeven. Een bijzonderheid is dat de koepel, oorspronkelijk wel voor deze kerk bedacht, ontbreekt. Door ingenieus schilderwerk van het plafond met een sterk effect van trompe-l'oeil lijkt het echter alsof er wél een koepel aanwezig is, een fraai voorbeeld van schijnarchitectuur. Wie van achter uit de kerk naar voren loopt en omhoog kijkt, ziet als het ware de zuilen van de koepel zich verlengen. Op een bepaald punt in de kerk lijkt het alsof er daadwerkelijk een koepel boven het hoofdaltaar is, terwijl het plafond toch echt tonvormig is.
In de voorlaatste zijkapel aan de linkerkant is het graf van Sint-Jan Berchmans.

## Plafondschildering
Vóór de pseudo-koepel is het plafond van de kerk beschilderd met een enorme afbeelding van de “Triomf van Ignatius”. Deze schildering in fresco-techniek werd in 1685 gemaakt door Andrea Pozzo. Ook hier werd met trompe-l'oeil gewerkt.

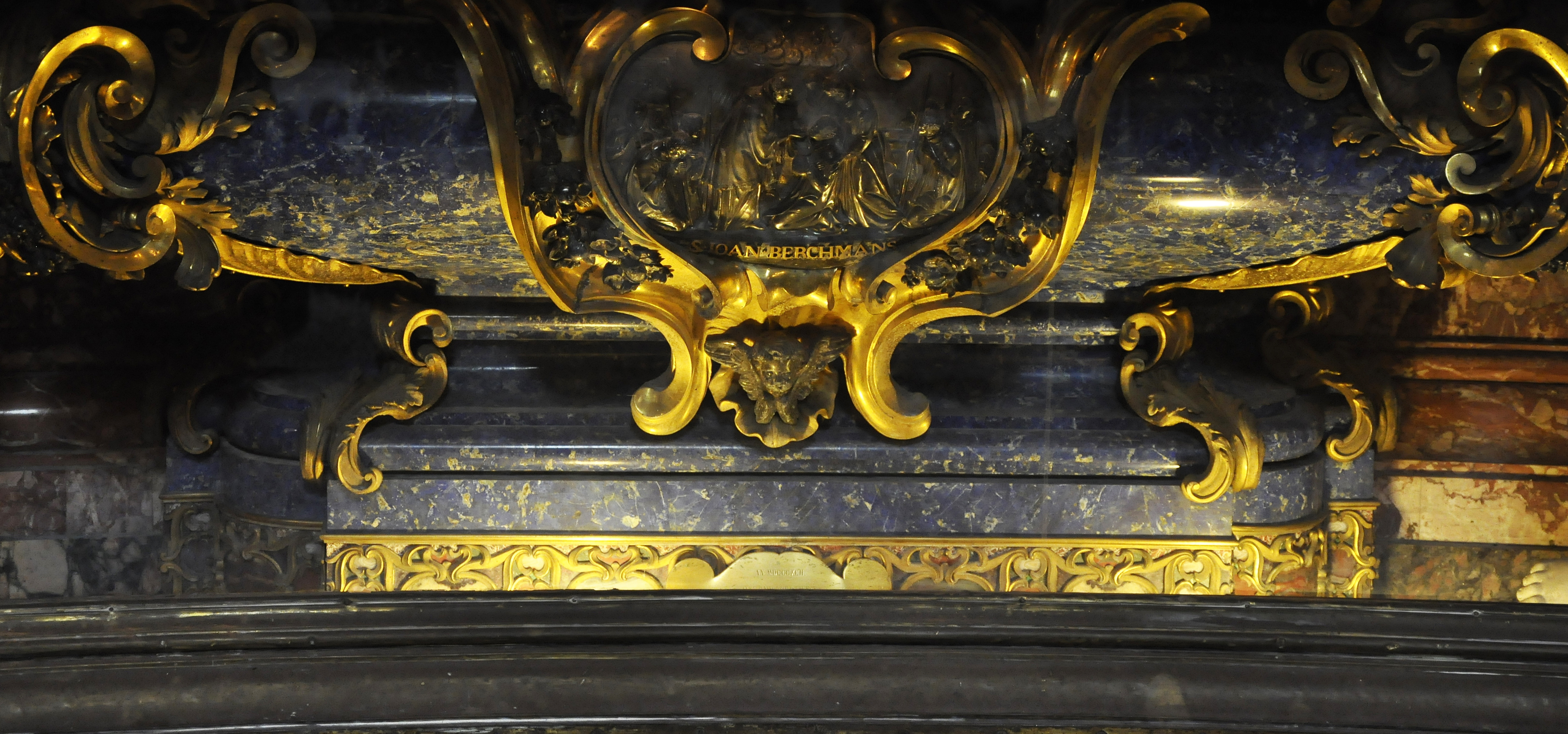
Het graf van Jan Berchmans in de Sant'Ignazio te Rome

## Titeldiakonie
In 1991 werd de kerk als titeldiakonie ingesteld.

### Titularissen
- 1991-1999: Paolo Dezza
- 2001-2015: Roberto Tucci (2011-2015 pro hac vice titelkerk)
- 2018-heden: Luis Ladaria Ferrer

## Referentie
- Giovanni Sale, The Jesuits and the arts, 1540-1773, John W. O'Malley en Gauvin Alexander (vert.) (2005; oorspronkelijke uitgave 2003)
- Tweede deel van Twee grote jezuïetenkerken in Rome (Nederlandstalige youtube-film van 8'09").

Sant'Agnese fuori le mura · 
Sant'Agnese in Agone · 
Sant'Agostino · 
Sant'Alberto Magno · 
Basilica di Santa Anastasia · 
Sant'Andrea al Quirinale · 
Sant'Andrea delle Fratte · 
Sant'Andrea della Valle · 
Sant'Andrea in Via Flaminia · 
Sant'Angela Merici · 
Santi Angeli Custodi a Città Giardino · 
Sant'Anselmo all'Aventino · 
Sant'Antonio da Padova all'Esquilino · 
Sant'Antonio da Padova in Via Tuscolana · 
Sant’Antonio di Padova a Circonvallazione Appia · 
Sant'Antonio in Campo Marzio · 
Sant'Apollinare alle Terme Neroniane-Alessandrine · 
Sant'Atanasio · 
Sant'Atanasio a Via Tiburtina · 
Santi Aquila e Priscilla · 
Santa Balbina · 
San Bernardo alle Terme · 
Santi Bonifacio e Alessio · 
San Callisto · 
San Camillo de Lellis · 
San Carlo ai Catinari · 
San Carlo al Corso · 
Basiliek van Santa Cecilia in Trastevere · 
San Cesareo in Palatio · 
Santa Chiara a Vigna Clara · 
San Clemente · 
San Corbiniano · 
Santi Cosma e Damiano in Via Sacra · 
San Crisogono · 
Santa Croce in Gerusalemme · 
Santa Croce in Via Flaminia · 
Sacro Cuore di Cristo Re · 
Sacro Cuore di Gesù · 
Sacro Cuore di Gesù agonizzante a Vitinia · 
Dio Padre Misericordioso · 
Santi XII Apostoli · 
San Domenico di Guzman · 
Santi Domenico e Sisto · 
Sant'Elena fuori Porta Prenestina · 
Sant'Eligio dei Ferrari · 
Sant'Emerenziana a Tor Fiorenza · 
Sant'Eugenio · 
Sant'Eusebio · 
Santi Fabiano e Venanzio a Villa Fiorelli · 
San Felice da Cantalice a Centocelle · 
Santa Francesca Romana · 
San Francesco a Ripa · 
San Francesco di Paola ai Monti · 
Friezenkerk · 
San Frumenzio ai Prati Fiscali · 
Il Gesù · 
Gesù Divino Lavoratore · 
San Giacomo in Augusta · 
San Gioacchino ai Prati di Castello · 
Santi Gioacchino e Anna al Tuscolano · 
San Giovanni a Porta Latina · 
San Giovanni Bosco in via Tuscolana · 
San Giovanni Crisostomo a Monte Sacro Alto · 
San Giovanni dei Fiorentini · 
Santi Giovanni e Paolo · 
Santi Giovanni Evangelista e Petronio · 
San Giovanni Maria Vianney · 
San Girolamo dei Croati · 
San Giuliano Martire · 
San Giustino · 
Gran Madre di Dio · 
San Gregorio Magno al Celio · 
San Gregorio Magno alla Magliana Nuova · 
San Gregorio VII · 
Sant'Ignazio · 
Sint-Jan van Lateranen · 
Sint-Juliaan-der-Vlamingen · 
San Leonardo da Porto Maurizio · 
San Leone I · 
San Liborio · 
San Lorenzo in Damaso ·  
San Lorenzo in Lucina · 
San Lorenzo in Panisperna · 
San Luca a Via Prenestina · 
San Luigi dei Francesi · 
Santuario della Madonna del Divino Amore · 
Madonna dell'Archetto - 
Santi Marcellino e Pietro · 
San Marcello al Corso · 
San Marco · 
Santa Maria ai Monti · 
Santa Maria Ausiliatrice in Via Tuscolana · 
Santa Maria Consolatrice al Tiburtino · 
Santa Maria degli Angeli e dei Martiri · 
Santa Maria dei Miracoli en Santa Maria in Montesanto · 
Santa Maria dell'Anima · 
Santa Maria della Pace · 
Santa Maria della Salute a Primavalle · 
Santa Maria della Scala · 
Santa Maria della Vittoria · 
Santa Maria delle Grazie a Via Trionfale · 
Santa Maria del Popolo · 
Santa Maria del Suffragio · 
Santa Maria di Monserrato · 
Santa Maria Domenica Mazzarello · 
Santa Maria Goretti · 
Santa Maria Immacolata a Grottarossa · 
Santa Maria in Aquiro · 
Santa Maria in Aracoeli · 
Santa Maria in Campitelli · 
Santa Maria in Cappella · 
Santa Maria in Domnica · 
Santa Maria in Transpontina · 
Santa Maria in Trastevere · 
Santa Maria in Trivio · 
Santa Maria in Vallicella · 
Santa Maria in Via · 
Santa Maria in Via Lata · 
Santa Maria Liberatrice a Monte Testaccio · 
Santa Maria Madre della Providenza a Monte Verde · 
Santa Maria Madre del Redentore a Tor Bella Monaca · 
Basiliek van Santa Maria Maggiore · 
Santa Maria Regina degli Apostoli alla Montagnola · 
Santa Maria Regina Mundi a Torre Spaccata · 
Santa Maria sopra Minerva · 
Santa Beata Maria Vergine Addolorata a piazza Buenos Aires · 
San Martino ai Monti · 
Natività di Nostro Signore Gesù Cristo a Via Gallia · 
Santi Nereo e Achilleo · 
San Nicola in Carcere · 
Santissimo Nome di Maria al Foro Traiano · 
Nostra Signora del Sacro Cuore · 
Ognissanti in Via Appia Nuova · 
Sant'Onofrio · 
Sint-Pancratiusbasiliek · 
Pantheon (Rome) · 
San Patrizio ·
Sint-Anna in Lateranen ·
Sint-Paulus buiten de Muren · 
Sint-Pietersbasiliek · 
Santi Pietro e Paolo a Via Ostiense · 
San Pietro in Montorio · 
San Pietro in Vincoli · 
Santa Prassede · 
Preziosissimo Sangue di Nostro Signore Gesù Cristo · 
Santa Prisca · 
Santa Pudenziana · 
Santi Quattro Coronati · 
Santi Quirico e Giulitta · 
Santissimo Redentore e Sant'Alfonso in Via Merulana · 
Santa Sabina · 
San Salvatore in Lauro · 
Sint-Sebastiaan buiten de Muren · 
San Silvestro in Capite · 
Santi Simone e Giuda Taddeo a Torre Angela · 
Sixtijnse Kapel · 
Santa Sofia a Via Boccea · 
Santa Susanna · 
Tempietto van San Pietro in Montorio · 
Santa Teresa al Corso d’Italia · 
Trinità dei Monti · 
Sant’Ugo · 
Beata Vergine Maria del Monte Carmelo a Mostacciano · 
Basilica di San Vitale